# جوان يانيراس
جوان يانيراس روسيو (بالإسبانية: Joan Llaneras Roselló، ولد في 17 مايو 1969، بوريراس، ميورقة، إسبانيا) دراج إسباني.
حاز على ميداليتين ذهبيتين في دورة الألعاب الأولمبية الصيفية عام 2000 و2008، كما حاز على سبع ميداليات ذهبية في بطولات العالم للدراجات الهوائية على المضمار.

## إنجازاته

### الألعاب الأولمبية الصيفية
- 2000 سيدني  أستراليا:  ميدالية ذهبية في سباق النقاط (Points race).
- 2004 أثينا  اليونان:  ميدالية فضية في سباق النقاط (Points race).
- 2008 بكين  الصين:  ميدالية ذهبية في سباق النقاط (Points race).
- 2008 بكين  الصين:  ميدالية فضية في سباق ماديسون (Madison).

### بطولة العالم للدراجات الهوائية على المضمار
- 1996 مانشستر  المملكة المتحدة:  ميدالية ذهبية في سباق النقاط (Points race).
- 1997 بيرث  أستراليا:  ميدالية ذهبية في سباق ماديسون (Madison).
- 1997 بيرث  أستراليا:  ميدالية برونزية في سباق النقاط (Points race).
- 1998 بوردو  فرنسا:  ميدالية ذهبية في سباق النقاط (Points race).
- 1999 برلين  ألمانيا:  ميدالية ذهبية في سباق ماديسون (Madison).
- 2000 مانشستر  المملكة المتحدة:  ميدالية ذهبية في سباق النقاط (Points race).
- 2000 مانشستر  المملكة المتحدة:  ميدالية فضية في سباق ماديسون (Madison).
- 2001 أنتويرب  بلجيكا:  ميدالية فضية في سباق ماديسون (Madison).
- 2003 شتوتغارت  ألمانيا:  ميدالية فضية في سباق النقاط (Points race).
- 2005 لوس أنجلوس  الولايات المتحدة:  ميدالية برونزية في سباق النقاط (Points race).
- 2006 بوردو  فرنسا:  ميدالية ذهبية في سباق ماديسون (Madison).
- 2007 ميورقة  إسبانيا:  ميدالية ذهبية في سباق النقاط (Points race).